# Oulad Salah
Oulad Azzouz  (in arabo اولاد عزوز‎?) è un centro abitato e comune rurale del Marocco situato nella provincia di Nouaceur, regione di Casablanca-Settat. Conta una popolazione di 40 372 abitanti (censimento 2014).